# Subserra
Subserra é uma localidade que pertenceu à extinta Freguesia de São João dos Montes, integrada na atual Freguesia de Alhandra, São João dos Montes e Calhandriz, no Município de Vila Franca de Xira, Distrito de Lisboa, em Portugal.
É na Subserra que se localiza a Quinta Municipal de Subserra.
Nela está sediado o Clube Recreativo de Subserra.
Foi sede do título nobiliárquico português de Conde de Subserra.